# Ибогаин
Ибогаин — индольный алкалоид, содержащийся, главным образом, в растениях семейства Кутровые (Apocynaceae). Самое известное ибогаиносодержащее растение — ибога (Tabernanthe iboga). Его корни используются в африканском религиозном культе бвити в ритуальных целях.
Из-за галлюциногенных свойств использование ибогаина было запрещено в США и в ряде других стран. Министерствами здравоохранения Габона, Болгарии, Сербии и Мексики внесён в чёрный список. В этих странах очень часто применяются заменители ибогаина, которые имитируют свойства ибогаина.  В двенадцати других странах мира, в том числе в Канаде, его использование не запрещено. В Евросоюзе, странах Италии и Австрии были приняты поправки в законодательстве, которые позволяют применять ибогаин легально. Но была введена очень сложная процедура сертификации.